# Жанвьон, Жерар
Жерар Жанвьон (фр. Gérard Janvion; род. 21 августа 1953, Фор-де-Франс, Мартиника, Франция) — французский футболист, играл на позиции защитника. 

## Клубная карьера
Молодёжную карьеру провёл в мартиникском клубе «Каз-Пилот». Профессионально начал играть в составе «Сент-Этьена». В рядах «святых» сыграл более 300 матчей, выиграв 4 раза национальный чемпионат и 3 раза национальный кубок. С 1983 по 1985 года играл за «Пари Сен-Жермен». Карьеру футболиста завершил в 1987 году в клубе «Безье».

## Карьера за сборную
Дебют за национальную сборную Франции состоялся 12 октября 1975 года в квалификационном матче чемпионата Европы 1976 против сборной ГДР. Был включён в составы на два чемпионата мира: в 1978 году в Аргентине (2 матча) и в 1982 году в Испании (6 матчей). Всего за «трехцветных» Жанвьон сыграл 40 матчей.

## Достижения

### «Сент-Этьен»
- Чемпион Франции: 1973/74, 1974/75, 1975/76, 1980/81
- Обладатель Кубок Франции: 1973/74, 1974/75, 1976/77